# Sjön (dikt)
Sjön är en dikt av Hjalmar Gullberg med historiskt motiv.
Diktens tvåradiga strofer behandlar på ett komiskt sätt den helige Bernhard av Clairvaux, nämligen dennes tankspriddhet sett ur väpnarens perspektiv.
Dikten slutar: "Aldrig skall jag, hans väpnare, förstå / den helige herr Bernhard av Clairvaux."